# 双塔庵双塔
双塔庵双塔是位于中国河北省易县西陵乡太宁寺村的两座辽代塔，现为第七批全国重点文物保护单位。两塔均为密檐式塔。此前双塔以双塔庵东西双塔登录为第二批河北省文物保护单位。